# Suoni di origine sconosciuta
I suoni di origine sconosciuta sono suoni e rumori la cui origine non è stata identificata, uditi in alcune parti della Terra.

## NOAA (non identificati)
Il National Oceanic and Atmospheric Administration (abbreviato in NOAA) ha registrato, mediante la sua catena di postazioni subacquee di ascolto distribuite nell'Oceano Pacifico chiamata SOSUS, questa serie di rumori a cui attualmente non è riuscito a dare un significato e una provenienza:

### Upsweep

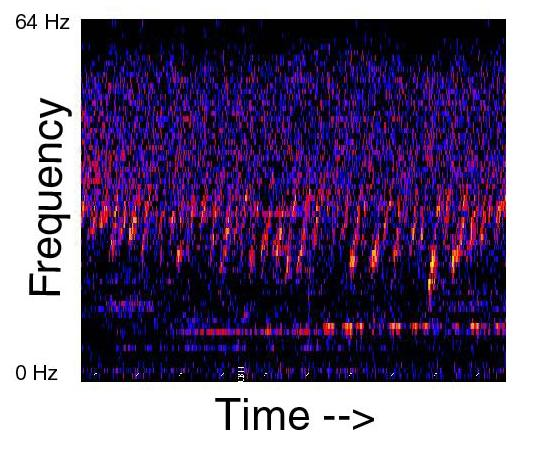
Spettrogramma dell'Upsweep

Upsweep è un suono udito dal Pacific Marine Environmental Laboratory (una stazione del NOAA) nel mese di agosto 1991. Si tratta di una lunga serie di suoni a banda stretta, ciascuno di diversi secondi di durata. Il livello della sorgente è abbastanza alto affinché possano essere registrati in tutto il Pacifico.

Il suono sembra essere stagionale e i suoi picchi in genere avvengono in primavera e in autunno, ma non è chiaro se ciò sia dovuto a dei cambiamenti della fonte o dell'ambiente di propagazione. La sorgente può essere approssimativamente situata a 54°S 140°W, vicino ad una zona in costante eruzione vulcanica, ma la sua entità non è stata ancora scoperta. Dopo il 1991 Upsweep ha diminuito la sua intensità e la sua costanza, però viene tuttora registrato dal NOAA.

### Whistle

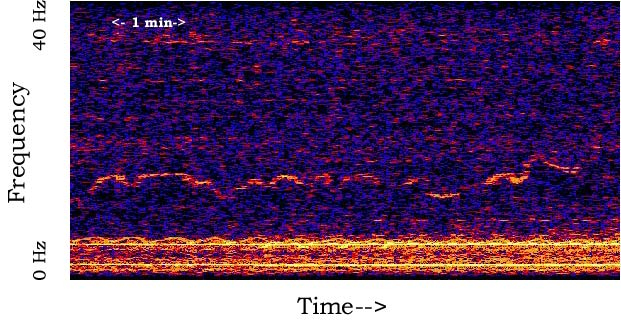
Spettrogramma del Whistle

Whistle è un altro suono sconosciuto, rilevato il 7 luglio 1997 da un idrofono autonomo del NOAA situato nell'Oceano Pacifico alle coordinate 8°N 110°W. Nessun altro idrofono del NOAA ha registrato il suono. La banda di frequenza compresa tra 1 e 6 hertz rappresenta lo "sfregamento" dell'ormeggio dell'idrofono nelle correnti a mezz'acqua.

## NOAA (precedentemente non identificati)
Queste sono invece le registrazioni di rumori a cui il NOAA ha potuto dare probabili spiegazioni:

### Bloop

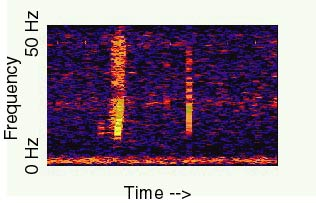
Uno spettrogramma del Bloop

Il Bloop è il nome dato ad un suono di frequenza ultrabassa sottomarina registrata dal NOAA alcune volte durante l'estate del 1997.

#### Analisi

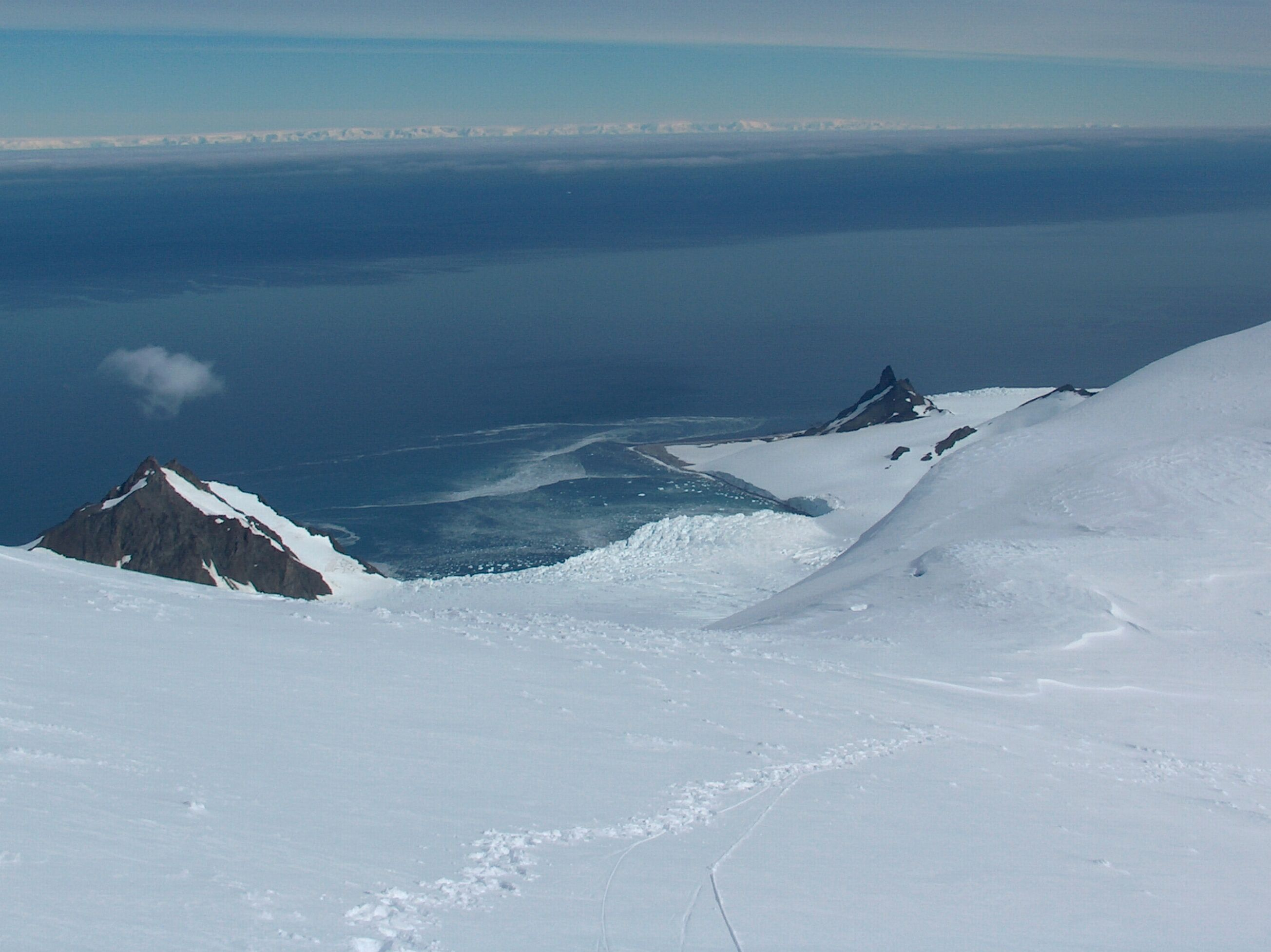
Lo Stretto di Bransfield vicino a Livingston Island, possibile origine del Bloop

Il suono si era originato da qualche parte attorno alle coordinate 50° S 100° W (al largo della costa sudoccidentale del Sudamerica), fu captato ripetutamente dall'idrofono autonomo dell'Oceano Pacifico Equatoriale, parte del SOSUS, l'equipaggiamento dell'U.S. Navy originariamente progettato per rilevare i sottomarini sovietici. Secondo la descrizione fornita dal NOAA, il suono:
Secondo Christopher Fox del NOAA, il rumore non sembrerebbe né un artificio prodotto dall'uomo (come il sonar di un sottomarino o lo scoppio di una bomba) né un qualche rimbombo di eventi geologici (come terremoti o eruzioni vulcaniche) bensì il verso di una creatura vivente. Tuttavia non esiste un animale conosciuto che possa aver generato questo suono. Se si trattasse di un animale, infatti, è stato stabilito che dovrebbe essere enormemente più grande di una balenottera azzurra, l'essere più grande sulla Terra.
Il NOAA Vents Program ha attribuito così la fonte di produzione al distacco del ghiaccio in Antartide, più precisamente fra lo Stretto di Bransfield, il Mare di Ross e Capo Adare, poiché ha notato che il profilo audio dei ghiacciai che si sciolgono è estremamente simile a quello del Bloop, così come l'ampiezza necessaria per rilevarli (superiore ai 5.000 km). Si è giunti a questa conclusione dopo aver registrato un iceberg vicino all'isola di South Georgia nei primi mesi del 2008.

### Julia

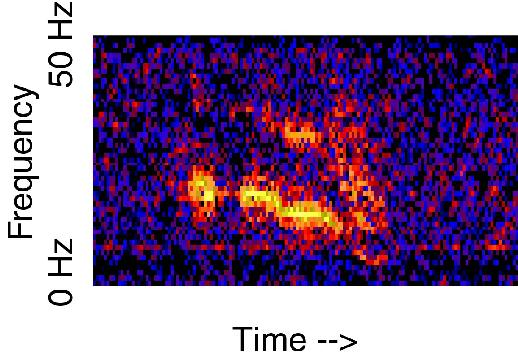
Uno spettrogramma del Julia.

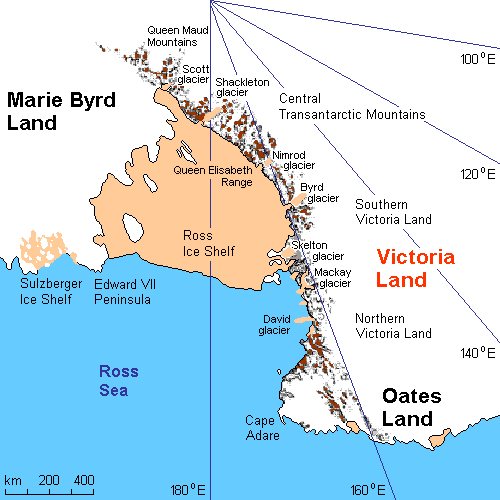
Mappa di Capo Adare, probabile sorgente di Julia

Julia è un suono registrato il 1º marzo 1999 nell'Oceano Pacifico equatoriale dal NOAA, il quale lo attribuisce probabilmente ad un iceberg gigantesco incagliatosi sulle coste dell'Antartide. Questo suono non identificato è durato circa 15 secondi ed è stato abbastanza forte da essere rilevato da tutte le postazioni del SOSUS. A causa dell'incertezza sulla posizione dell'azimut, il punto di origine del suono è stato identificato tra lo Stretto di Bransfield e Capo Adare.

### Slow Down

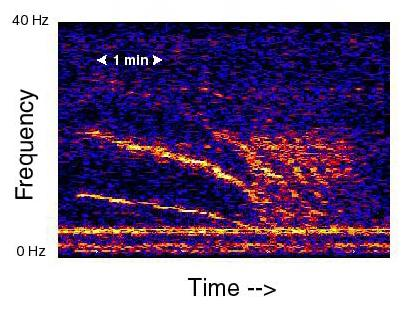
Lo spettrogramma dello Slow Down

Slow Down è un suono registrato il 19 maggio 1997 nella zona equatoriale dell'Oceano Pacifico dal NOAA. Come per Julia, anche per questo la sorgente sarebbe un iceberg incagliato.

#### Analisi
Il nome è dovuto al fatto che il suono decresce lentamente in frequenza in circa 7 minuti; si generò in un punto dell'oceano alle coordinate 15°S 115°W e venne registrato usando un idrofono. Fu sufficientemente forte da poter essere captato anche da altri tre sensori, localizzati alla longitudine 95°W e posizionati alle latitudini 8°N, 0° e 8°S, in un raggio di circa 2000 km dal luogo d'origine.
Una delle ipotesi sulla sua causa riguarda il movimento del ghiaccio in Antartide. Gli spettrogrammi delle vibrazioni sonore causate dall'attrito assomigliano infatti a quelli dello Slow Down. Quindi ciò suggerisce che esso sia stato generato dallo slittamento di un ghiacciaio sulla terra.

### Train

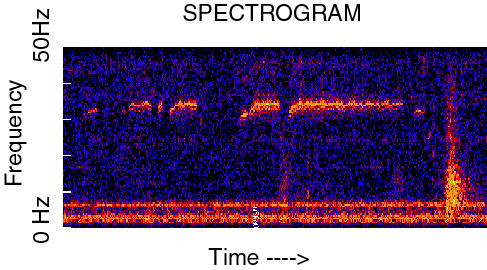
Lo spettrogramma del Train

Train è il nome dato ad un suono non identificato udito il 5 marzo 1997 da alcuni idrofoni del SOSUS. Esso sale ad una frequenza quasi stazionaria. Secondo il NOAA, la sua origine è da ricercarsi in quelle di Julia e Slow Down, tra il Mare di Ross e Capo Adare.

## Bio-duck
Bio-duck è il soprannome dato ad un suono misterioso simile allo starnazzare di una papera che è stato registrato per la prima volta in mare aperto da dei sottomarini nel 1960. È stato registrato più volte intorno alle coste dell'Australia, in particolare presso Perth Canyon.
Questi rumori (dalla durata compresa tra 1,6 e 3,1 secondi) vennero inizialmente rilevati da sottomarini di classe Oberon, sintonizzati sulle frequenze che vanno da 50 a 300 Hz. Essi si verificano più volte al giorno dall'inverno fino ad ottobre e poi si assottigliano a dicembre.
Dopo svariate ricerche, nel 2014, è stata finalmente annunciata la scoperta della sorgente sonora del Bio-duck: essa non è altro che la balenottera minore antartica e il suono consiste in alcune sue vocalizzazioni. Anche se rimangono tuttora un mistero, queste sembrano essere prodotte vicino alla superficie dell'acqua prima di ogni immersione profonda. Ci sono speranze che analizzando la storia, l'ubicazione e la frequenza di questi richiami, si possa sapere di più sul ciclo vitale di questi mammiferi.

## Balena 52-hertz

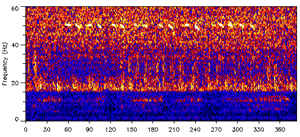
Spettrogramma del segnale a 52 Hertz

La balena 52-hertz è un esemplare unico di balena che canta emettendo suoni alla peculiare frequenza di 52 Hz, molto maggiore rispetto alle frequenze che caratterizzano la vocalizzazione tipica della maggior parte delle balene. Pare essere il solo esemplare a comunicare in questo modo ed è quindi stata descritta come "la balena più solitaria del mondo".
Fu avvistata per la prima volta nel 1989 da una squadra del Woods Hole Oceanographic Institution e poi osservata nuovamente nel 1990 e nel 1991. Nel 1992, a seguito della fine della guerra fredda, la Marina Militare degli Stati Uniti d'America rese parzialmente pubbliche le registrazioni e le specifiche tecniche del sistema anti-sommergibile SOSUS (Sound Surveillance System), permettendone l'uso per le ricerche oceanografiche. Grazie a questo la squadra, guidata prima da William Watkins e poi da Mary Ann Daher, ha potuto individuare l'animale ogni anno tra il 1992 e il 2004. Le ricerche condotte dagli scienziati del Woods Hole Oceanographic Institution sono state supportate, oltre che dalla Marina Militare statunitense, anche da National Marine Fisheries Service, United States Army Corps of Engineers e dal Dipartimento della Difesa degli Stati Uniti.

## Colossi di Memnone

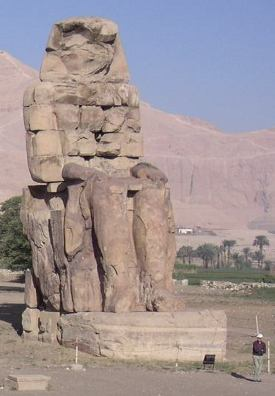
Il colosso Nord, da cui proverrebbe il suono

I Colossi di Memnone (anche noti in arabo come el-Colossat o es-Salamat) sono due enormi statue di pietra del faraone Amenhotep III. Eretti oltre 3400 anni fa nella necropoli di Tebe, lungo le rive del Nilo, di fronte sulla riva opposta all'attuale città di Luxor, le due statue facevano parte del complesso funerario eretto da Amenhotep III. Le statue successivamente alla morte del faraone divennero già famose nell'antichità, quando, in seguito al loro progressivo degrado, da una di esse si propagarono dei rumori, che all'epoca furono interpretati come il saluto dell'omonimo eroe a sua madre.
L'autore greco Strabone invece disse che quando un terremoto scosse Luxor nel 27 a.C., poco dopo l'Egitto divenne parte dell'Impero Romano e che da quel momento in poi la statua a nord, dopo che una sua considerevole parte cadde, cominciò a "cantare" ogni mattina. 
Gli archeologi e gli scienziati ipotizzano che questo suono sia il prodotto della reazione delle pietre delle opere al variare delle alte temperature della località.

## Brusio di Taos
Il Brusio di Taos è un fenomeno collettivo nato da numerose segnalazioni fatte negli anni settanta nella città di Taos, nel Nuovo Messico, di un ronzio a bassa frequenza simile al rumore di un motore diesel al minimo, persistente e invasivo e non udibile da tutti. Notizie relative a questo fatto sono state diffuse per tutto il Regno Unito e gli Stati Uniti. Con il tempo il rombo è stato udito anche in altre parti del mondo e a seconda di dove viene captato prende il nome della località come per esempio Brusio di Bristol, Brusio di Bondi e così via.
Alcuni studi compiuti sul Brusio di Taos hanno rivelato che solo il 2%-11% della popolazione riesce a sentirlo e il Daily Telegraph nel 1996 ha riportato che pure nella città di Bristol è stata rilevata la medesima percentuale. Per coloro che fanno parte di codesta piccola percentuale le conseguenze possono essere estreme: in Inghilterra il rombo è stato infatti collegato a ben tre suicidi. Tuttavia, tra chi non può sentirlo c'è dello scetticismo sul fatto che esista veramente.
Solo una manciata di scienziati ha pubblicato relazioni puramente scientifiche inerenti al ronzio, tra cui è doveroso citare Deming, 2004; Broner, 1978; Cowan, 2003; Fox, 1989; Leventhall, 2003; Mullins & Kelly, 1995, 1998; Hanlon, 1973; Vasudevan & Gordon, 1977; Wilson, 1979.
Nel dicembre del 2012 il dottor Glen MacPherson ha lanciato il "World Hum Database and Mapping Project", un progetto di mappatura del territorio con lo scopo di realizzare mappe dettagliate dei luoghi in cui è comparso il brusio e di fornire una raccolta sufficiente di dati per i ricercatori professionisti e indipendenti.

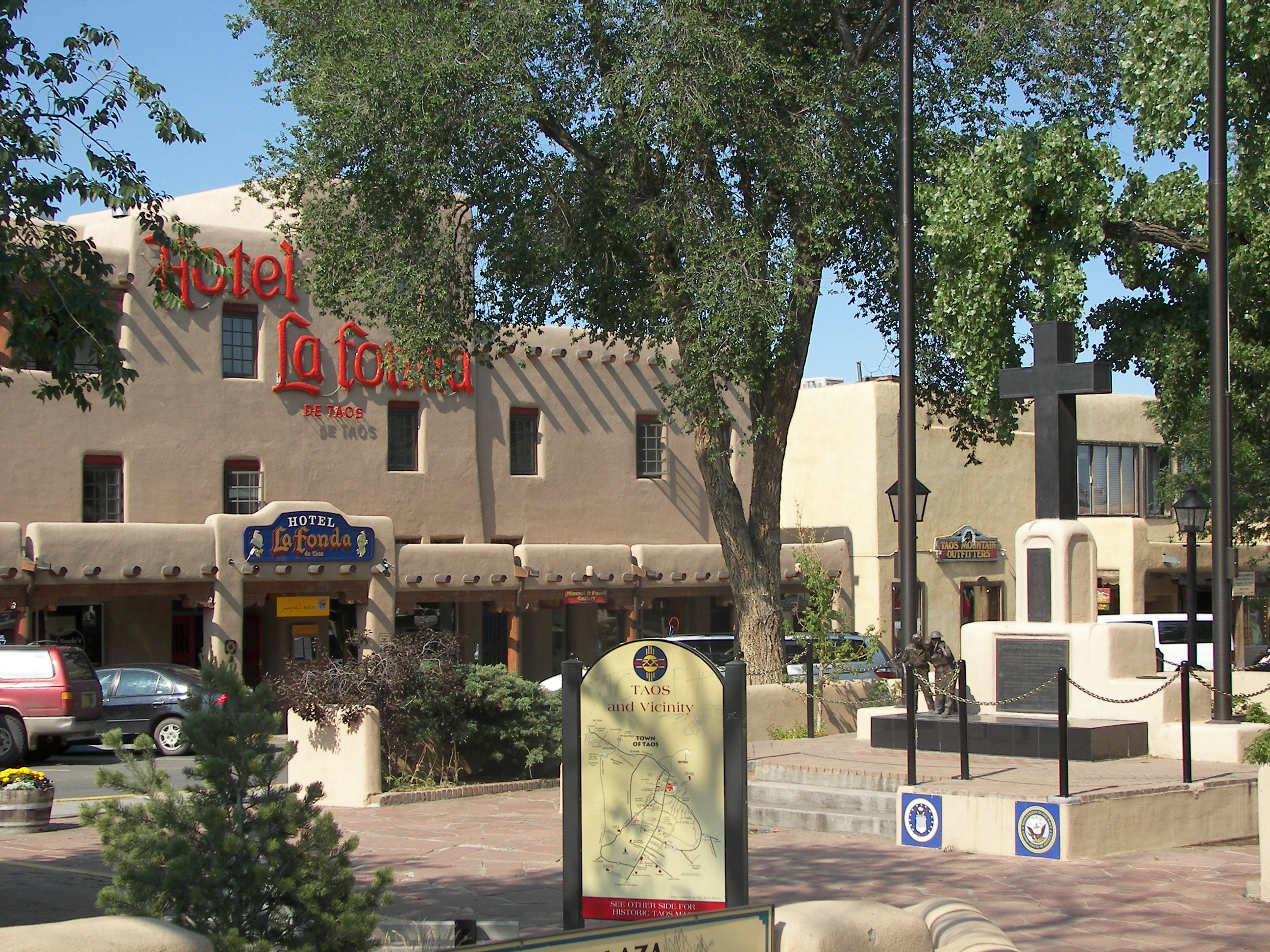
Scorcio di Taos, il luogo da dove si è udito per la maggior parte delle volte il "Brusio".

I luoghi in cui è stato ascoltato il rumore sono:
- Londra e Southampton, UK (anni 1940)
- Bristol, Inghilterra, UK (1979)
- Largs, Scozia, UK (anni 1980)
- Taos, Nuovo Messico, USA (1992)
- Kokomo, Indiana, USA (1999)
- Calgary, Alberta, Canada (2008)
- Windsor, Ontario, Canada (2009)
- Woodland, Inghilterra, UK (2011)
- Beaufort, County Kerry, Irlanda (2012)
- Seattle, Washington, US (2012)
- Wellington, Nuova Zelanda (2012)
- Johannesburg, Sudafrica (2012)

## Brontidi
I brontidi sono esplosioni inspiegabili molto simili allo scoppio di un cannone o ad un boom sonico. Sono stati segnalati quasi sempre nei pressi di luoghi bagnati dall'acqua come la East Coast e i Finger Lakes negli Stati Uniti, le rive del Gange in India, città come Cattolica in Italia e in altri posti in Giappone.

### Nomi locali
I nomi che vengono dati a queste esplosioni sono (a seconda dell'area):
- Inghilterra, Paesi Bassi e Belgio: "mistpouffers"
- Bangladesh: "Cannoni di Barisal".[30]
- Italia: "brontidi" o "marinas"
- Giappone: "uminari"
- Filippine: "retumbos"
- Stati Uniti: "Guns of the Seneca" vicino ai laghi Seneca e Cayuga, "Seneca Guns" nel sud-est degli USA e "Moodus noises" nel Connecticut
- altri: "fog guns"

## UVB-76

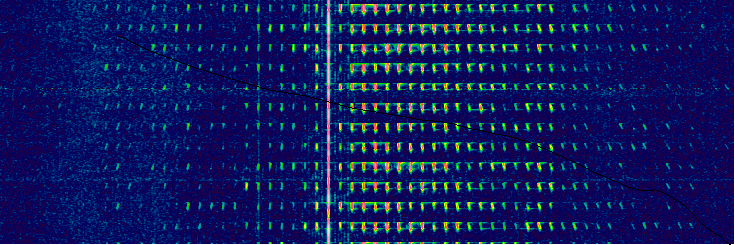
UVB-76 vista all'analizzatore di spettro

UVB-76, conosciuta anche come "The Buzzer" in inglese e "жужжалка" (žužžalka) "il brusio" in cirillico, è il soprannome dato da radioamatori e ascoltatori di onde corte a una misteriosa stazione radio che trasmette sulla frequenza di 4625 kHz un breve e monotono ronzio simile ad un sonar di un sottomarino , dalla durata di 1,2 s, con pause di 1-1,3 s circa ripetuto dalle 21 alle 34 volte al minuto, tutti i giorni per 24 ore al giorno, senza sosta. Nella storia della stazione, in alcune saltuarie occasioni, il suono si è interrotto lasciando il posto a messaggi vocali cifrati in russo probabilmente ad uso militare. Le prime trasmissioni sembrano essere iniziate tra la fine degli anni '70 e i primi anni '80.
Si pensa che il rumore venga prodotto da una fonte non digitale bensì analogica, come un dispositivo mantenuto vicino ad un microfono sempre attivo, e il suo scopo sarebbe quello di "marcare" la frequenza, cioè di mantenerla sempre occupata per gli insoliti messaggi che vi vengono trasmessi.
Ciò che avvalora la natura analogica del rumore è il fatto che in numerose occasioni si sono potuti sentire altri suoni in sottofondo, come voci, urla e qualche volta anche toni musicali.
Il sito in cui opererebbe la radio è stato oggetto di numerose speculazioni. Il primo trasmettitore è stato localizzato vicino a Povarovo, Russia alle coordinate 56°05′00″N 37°06′37″E, a metà strada tra Zelenograd e Solnečnogorsk e a 40 chilometri (25 mi) a nordovest di Mosca, vicino al villaggio di Lozhki. Il luogo e il callsign rimasero sconosciuti fino alla prima trasmissione vocale, avvenuta nel 1997. Nel settembre 2010, la radio è stata spostata a Pskov, forse per riorganizzare l'esercito russo. Nel 2011 un gruppo di esploratori urbani è riuscito a penetrare nel vecchio stabile di "The Buzzer" a Povarovo scoprendovi una base militare abbandonata e una base radio, che conferma così la passata ubicazione della stazione.

## The Pip
The Pip è il soprannome dato dai radioamatori ad un'altra misteriosa stazione radio, attiva dal 1986, che opera sulle frequenze 5448 kHz (di giorno) e 3756 kHz (di notte) e che trasmette un breve e ripetitivo cicalino a una velocità di 50 volte al minuto, ventiquattr'ore al giorno tutti i giorni. Così come per la sorella UVB-76, anche questi toni vengono occasionalmente interrotti da messaggi vocali in russo. Lo scopo non è chiaro, ma è stata identificata la sua posizione a Rostov sul Don nel sud della Russia.
In Russia è conosciuta con il nome di Капля (Kaplja), "la goccia", ma la sua vera denominazione radio è ancora sconosciuta, sebbene alcune registrazioni che trasmette la indichino sotto il codice 8S1Šč (cirillico: 8С1Щ), che però non sarebbe un callsign, e il perché ci sia rimane un mistero.
Radioscanner.ru ha identificato il proprietario di questa stazione: esso è un centro di comunicazione di un distretto militare nel nord del Caucaso chiamato - "Akacia" (ex-72nd communication center, Russian "72 узел связи штаба СКВО").

## The Squeaky Wheel
The Squeaky Wheel è una misteriosa radiostazione, sorella di The Pip e UVB-76, che trasmetteva sulle frequenze 5473 kHz (di giorno) e 3828 kHz (di notte) (anche se alcune volte è stata captata pure su 3650 kHz, 3815 kHz, 5474 kHz e 5641 kHz) un distinto suono usato come "marcatore" che, dal 2000 al 2008, era del tutto simile al cigolio di una ruota, interrotto da messaggi vocali.
Il luogo da dove opera è tuttora sconosciuto, ma si pensa sia situato nel nord ovest della Russia poiché non ha una buona ricezione nel Centro Europa. Inoltre alcune volte la sua trasmissione scompariva, lasciando posto ad un costante brusio.
L'associazione di radioamatori ENIGMA, che aveva il compito di scoprire l'origine di alcune trasmissioni ad onde corte, l'ha catalogata sotto S32 con la S che indica la lingua slava. Tuttavia dal 2000 al 2005 questo codice identificativo era XSW, poiché la lingua che si udiva nei messaggi era sconosciuta.